# M/S Connemara
M/S Connemara, RoPax-fartyg som tillhör Bluebridge Cook Strait Ferries, Nya Zeeland. Fartyget är det sjuttonde fartyget i den långa serien av Ropax-fartyg från Visentini,med tjugofyra beställda fartyg.

## Historik
Levererad i maj 2007 till Visemar Di Navigazione Srl, Bari, Italien som M/S Borja och insatt i trafik mellan Barcelona och Palma för Balearia. Fartyget var ursprungligen chartrat till Stena Line med tänkt namn Stena Ausonia, men chartrades vidare till Balearia. Senare samma år säljs hon till Stena RoRo, dock fortsatt utchartrad till Balearia. 2010 utchartrad till Ave Line för trafik mellan Travemünde och Riga. Omdöpt till M/S Baltic Amber. Senare samma år utchartrad till DFDS och insatt på linjen Kiel-Klaipeda som ersättning för den brunna M/S Lisco Gloria. 2011 utchartrad till LD Lines och insatt på linjen Marseille-Tunis. Senare omdöpt till M/S Norman Asturias och flyttad till linjen Nantes - Gijón. Omflaggad till dansk flagg 2015 och utchartrad till Anek Lines. Omdöpt till M/S Asterion 2016 och satt under grekisk flagg. Utchartrad till Brittany Ferries under cypriotisk flagg, omdöpt till M/S Connemara och insatt mellan Cork och Satander. I november 2019 överfördes hon till fransk flagg och sattes in på rutten Santander - Portsmouth. I november 2022 avslutas chartern och fartyget säljs för trafik i Nya Zeeland.

## Käll
1. 1 2  ”M/S Borja”. https://www.faktaomfartyg.se/borja_2007.htm. Läst 5 december 2020.